# Pawel Michailowitsch Plotnikow
Pawel Michailowitsch Plotnikow (russisch Павел Михайлович Плотников; * 13. Augustjul. / 26. August 1917greg. in Arsenow, Gouvernement Kursk, Russisches Kaiserreich; † 26. Juni 2015 in Moskau, Russland) war ein sowjetisch-russischer Generalleutnant und Held der Sowjetunion.

## Leben
Pawel Michailowitsch Plotnikow wurde im Dorf Arsenow im Gouvernement Kursk (heute in der Oblast Kursk) geboren. Von Juni bis Oktober 1939 arbeitete er als Physik- und Mathematiklehrer in Somowo (heute in der Oblast Orjol).

### Zweiter Weltkrieg
Seit 10. November 1939 diente er in der Roten Armee. Seit Februar 1942 war er im Fronteinsatz im Großen Vaterländischen Krieg. 1942 trat er zudem der KPdSU bei, die damals noch WKP(b) hieß.
Plotnikow kämpfte in der 380. Schützen-Division (bis Dezember 1942 in der 22. Armee, Kalininer Front, im Dezember 1942 in der 30. Armee, Westfront, 1943 1. Stoßarmee, Nordwestfront und 3. Armee, Brjansker Front, 1944 und 1945 in der 50. Armee/49. Armee, 2. Weißrussische Front).
Am 12. Juli 1943 wurde er während der Orjoler Operation verwundet. Für seine Verdienste während der Operation Bagration wurde er mit dem Kutusoworden III. Klasse ausgezeichnet.
Im März 1945 befehligte Oberstleutnant Plotnikow das 1260. Schützenregiment an der 2. Weißrussischen Front gegen die deutschen Truppen in Danzig und Gdynia. Sein Schützenregiment forcierte die Weichsel und befreite die Stadt Danzig am 30. März 1945 von den deutschen Besatzern. In diesen Kämpfen hat das Regiment 49 Geschütze, 250 Fahrzeuge, 290 Wagen mit militärischem Eigentum und viele andere Trophäen vom Feind erobert. 159 deutsche Soldaten und Offiziere wurden gefangen genommen und mehr als 4000 sowjetische Bürger und Kriegsgefangene von alliierten Staaten befreit. Für diesen Erfolg wurde er am 29. Juni 1945 als Held der Sowjetunion ausgezeichnet.

### Nach dem Zweiten Weltkrieg
Nach dem Zweiten Weltkrieg diente Plotnikow weiter in verschiedenen Funktionen in der Roten Armee. 1969 befehligte er sowjetische Truppen im Zwischenfall am Ussuri bei der Insel Zhenbao Dao gegen die Truppen von General Chen Xilian. 1987 wurde er aus dem aktiven Dienst in den Ruhestand entlassen.
Er starb am 26. Juni 2015 in Moskau und wurde auf dem Friedhof Trojekurowo beerdigt.

## Auszeichnungen
Beförderungen
- 25. Juli 1941: Leutnant
- 27. Mai 1942: Oberleutnant
- 16. September 1942: Hauptmann
- 20. Januar 1943: Major
- 23. Oktober 1943: Oberstleutnant
- 24. Januar 1950: Oberst
- 7. Mai 1960: Generalmajor
- 16. Juni 1965: Generalleutnant

- Held der Sowjetunion (29. Juni 1945)
- Leninorden (29. Juni 1945)
- 3 × Rotbannerorden (18. Juli 1943, 7. August 1944, 22. Februar 1968)
- Kutusoworden III. Klasse (25. Juli 1944)
- Alexander-Newski-Orden (27. September 1944)
- 2 × Orden des Vaterländischen Krieges I. Klasse (5. Februar 1945, 11. März 1985)
- Orden des Roten Banners der Arbeit (16. Februar 1982)
- 2 × Orden des Roten Sterns (20. Dezember 1942, 26. Oktober 1955)
- Orden „Für den Dienst am Vaterland in den Streitkräften der UdSSR“ III. Klasse (30. April 1975)
- Medaille „Für Verdienste im Kampf“ (15. November 1950)
- Jubiläumsmedaille „Zum Gedenken an den 100. Geburtstag von Wladimir Iljitsch Lenin“
- Medaille „Sieg über Deutschland“
- Medaille „20. Jahrestag des Sieges im Großen Vaterländischen Krieg 1941–1945“
- Medaille „30. Jahrestag des Sieges im Großen Vaterländischen Krieg 1941–1945“
- Medaille „40. Jahrestag des Sieges im Großen Vaterländischen Krieg 1941–1945“
- Medaille „50. Jahrestag des Sieges im Großen Vaterländischen Krieg 1941–1945“
- Medaille „Veteran der Streitkräfte der UdSSR“
- Medaille „Festigung der Waffenbrüderschaft“
- Medaille „30 Jahre Sowjetarmee und Flotte“
- Medaille „40 Jahre Streitkräfte der UdSSR“
- Medaille „50 Jahre Streitkräfte der UdSSR“
- Medaille „60 Jahre Streitkräfte der UdSSR“
- Medaille „70 Jahre Streitkräfte der UdSSR“
- Medaille „Für einwandfreien Dienst“

Auszeichnungen anderer Staaten
- Goldenes Verdienstkreuz der Republik Polen (Volksrepublik Polen, 6. Oktober 1973)